# Subfakultät
| {\displaystyle n} | Subfakultät {\displaystyle {!}n} | Fakultät {\displaystyle n!} |
| ----------------- | -------------------------------- | --------------------------- |
| 0                 | 1                                | 1                           |
| 1                 | 0                                | 1                           |
| 2                 | 1                                | 2                           |
| 3                 | 2                                | 6                           |
| 4                 | 9                                | 24                          |
| 5                 | 44                               | 120                         |
| 6                 | 265                              | 720                         |
| 7                 | 1.854                            | 5.040                       |
| 8                 | 14.833                           | 40.320                      |
| 9                 | 133.496                          | 362.880                     |
| 10                | 1.334.961                        | 3.628.800                   |

Die Subfakultät ist eine vornehmlich in der Kombinatorik auftretende Funktion. Sie gibt die Anzahl der fixpunktfreien Permutationen einer Menge mit {\displaystyle n} Elementen an und wird durch {\displaystyle {!}n} notiert. Die Subfakultät ist eng mit der Fakultät {\displaystyle n!} verwandt, die die Gesamtzahl der Permutationen einer {\displaystyle n}-elementigen Menge angibt. Die Subfakultät ist näherungsweise gleich dem Quotienten aus der Fakultät und der eulerschen Zahl {\displaystyle e}: {\displaystyle {!}n\approx n{!}/e}.

## Definition
Die Subfakultät einer natürlichen Zahl {\displaystyle n\geq 0} wird mit Hilfe der Fakultät durch
{\displaystyle {!}n=n!\sum _{k=0}^{n}{\frac {(-1)^{k}}{k!}}=n!\cdot \left(1-{\frac {1}{1!}}+{\frac {1}{2!}}-{\frac {1}{3!}}+\cdots +(-1)^{n}{\frac {1}{n!}}\right)}
definiert. Die Subfakultät {\displaystyle {!}n} entspricht der Anzahl der fixpunktfreien Permutationen (Derangements) einer {\displaystyle n}-elementigen Menge, während die Fakultät {\displaystyle n!} die Anzahl aller möglichen Permutationen angibt.

## Beispiel
Angenommen, man hat sechs verschiedenfarbige Kugeln, und zu jeder Kugel ein Kästchen in der passenden Farbe. Zu bestimmen ist die Anzahl der Möglichkeiten, die Kugeln so auf die Kästchen zu verteilen, dass jedes Kästchen genau eine andersfarbige Kugel enthält. Dafür gibt es genau
{\displaystyle {!}6=6!\cdot \left(1-{\frac {1}{1!}}+{\frac {1}{2!}}-{\frac {1}{3!}}+{\frac {1}{4!}}-{\frac {1}{5!}}+{\frac {1}{6!}}\right)=265}
Möglichkeiten.

## Weitere Darstellungen

### Rundungsdarstellungen
| {\displaystyle n} | {\displaystyle {\frac {n!}{e}}} | {\displaystyle \left[{\frac {n!}{e}}\right]} | {\displaystyle {\frac {n!\!+\!1}{e}}} | {\displaystyle \left\lfloor {\frac {n!\!+\!1}{e}}\right\rfloor } |
| 1                 | 0,37                            | 0                                            | 0,74                                  | 0                                                                |
| 2                 | 0,74                            | 1                                            | 1,10                                  | 1                                                                |
| 3                 | 2,21                            | 2                                            | 2,58                                  | 2                                                                |
| 4                 | 8,83                            | 9                                            | 9,20                                  | 9                                                                |
| 5                 | 44,15                           | 44                                           | 44,51                                 | 44                                                               |
| 6                 | 264,87                          | 265                                          | 265,24                                | 265                                                              |
| 7                 | 1.854,11                        | 1.854                                        | 1.854,48                              | 1.854                                                            |
| 8                 | 14.832,90                       | 14.833                                       | 14.833,27                             | 14.833                                                           |
| 9                 | 133.496,09                      | 133.496                                      | 133.496,46                            | 133.496                                                          |

Es gilt
{\displaystyle {!}n={\frac {\Gamma (n+1,-1)}{e}}}
mit der eulerschen Zahl {\displaystyle e} und der unvollständigen Gammafunktion {\displaystyle \Gamma }. Eine sehr gute Näherung ist
{\displaystyle {!}n\approx {\frac {n!}{e}}}.
Gerundet erhält man für {\displaystyle n\geq 1} sogar die exakte Formel
{\displaystyle {!}n=\left[{\frac {n!}{e}}\right]},
wobei {\displaystyle \left[x\right]} die {\displaystyle x} nächstliegende ganze Zahl bezeichnet. Wird in der letzten Formel vor der Division noch die Zahl Eins addiert, so erspart man sich die Unterscheidung, ob ab- oder aufgerundet werden muss. Stattdessen schneidet man den Nachkommateil einfach ab (siehe Gaußklammer) und man erhält für {\displaystyle n\geq 1}:
{\displaystyle {!}n=\left\lfloor {\frac {n!+1}{e}}\right\rfloor }.

### Rekursive Darstellungen
| {\displaystyle n} | {\displaystyle {!}(n-1)} | {\displaystyle n\cdot {!}(n-1)} | {\displaystyle (-1)^{n}} | {\displaystyle {!}n} |
| 1                 | 1                        | 1                               | −1                       | 0                    |
| 2                 | 0                        | 0                               | +1                       | 1                    |
| 3                 | 1                        | 3                               | −1                       | 2                    |
| 4                 | 2                        | 8                               | +1                       | 9                    |
| 5                 | 9                        | 45                              | −1                       | 44                   |
| 6                 | 44                       | 264                             | +1                       | 265                  |
| 7                 | 265                      | 1.855                           | −1                       | 1.854                |
| 8                 | 1.854                    | 14.832                          | +1                       | 14.833               |
| 9                 | 14.833                   | 133.497                         | −1                       | 133.496              |

Die Subfakultät lässt sich auch über die beiden Formeln
{\displaystyle {!}n=n\cdot {!}(n-1)+(-1)^{n}}
und
{\displaystyle {!}n=(n-1)\cdot ({!}(n-1)+{!}(n-2))}
rekursiv berechnen. Der Term {\displaystyle {!}(n-1)+{!}(n-2)} entspricht dabei der Anzahl der fixpunktfreien Permutationen einer {\displaystyle n}-elementigen Menge, bei denen ein Element fest vorgegeben ist (Folge A000255 in OEIS).

### Integraldarstellung
Die folgende Integraldarstellung verallgemeinert die Subfakultät um ihren Definitionsbereich von den natürlichen bis hin zu den komplexen Zahlen:
{\displaystyle {!}z=\int _{0}^{\infty }\mathrm {e} ^{-t}(t-1)^{z}dt}.
Hierbei ist {\displaystyle z\in \mathbb {C} } mit {\displaystyle \operatorname {Re} (z)>-1}.

## Unterhaltungsmathematik
Die einzige subfakultative narzisstische Zahl, also die einzige Zahl, die gleich der Summe ihrer der Subfakultät unterzogenen (dezimalen) Ziffern ist, lautet
{\displaystyle 148349={!}1+{!}4+{!}8+{!}3+{!}4+{!}9}.
In anderen Zahlensystemen (hier im Beispiel mit der Basis 5) ist dies u. a. bei 9 der Fall:
{\displaystyle 9=1\cdot 5+4={!}1+{!}4=0+9}
Insbesondere ist 5 die kleinste Basis, zu der eine Zahl mit dieser Eigenschaft existiert.